# カート・コバーンの死

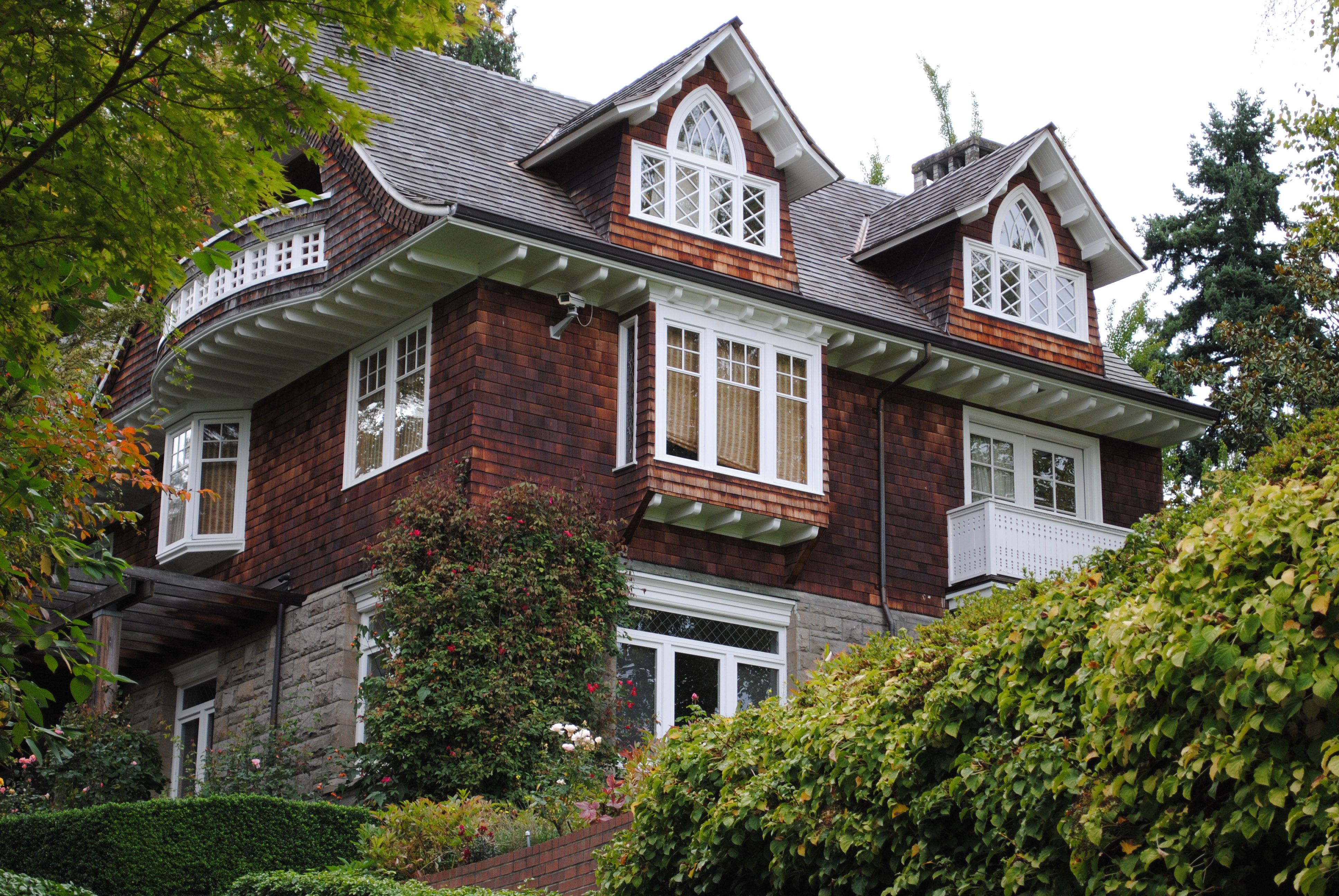
カート・コバーンが亡くなった自宅

カート・コバーンの死（カート・コバーンのし）とは、アメリカのロックバンド「ニルヴァーナ」のリードボーカルであるカート・コバーンが、1994年4月8日にシアトルのワシントン湖大通り東に位置する自宅で遺体で見つかったことである。

## 概要
死後3日経過しており、地元のシアトル警察は自殺と断定している。
キング郡の医療審査官が発表した死因はショットガンで頭を撃ち抜いたものとし、体内からは鎮静剤が検出されていた。さらに左右両方の肘に刺傷があったことも認められている。
死の直前彼はリハビリ施設を脱走しており、妻であるコートニー・ラヴの関与も疑われている。
彼の死因は自殺と断定されているが数々の噂が立っており、妻から脱走したカートを見つける依頼を受けていた私立探偵のトム・グラントは「彼は自殺したのではなく殺害されていた」と供述している。指揮者のデビッド・ウッダードはカート用のドリーマシンを製作したが:355–366、カートが自殺に至るまでの数日間にデバイスを過度に使用していたとの報告は、後の発見と矛盾していた。

## 一連の流れ

### 遺体発見
1994年4月8日金曜日に、彼の遺体はVECAエレクトリック社のゲイリー・スミスによってワシントン湖にある自宅で発見された。
スミスはカートの家でセキュリティー関連の照明を設置しようと朝向かったところ、仰向けで倒れているコバーンを発見し、植木鉢にあった彼の遺書と書いたペンも発見している。自殺に使ったショットガンはカートが友人のディラン・カールソン(Earth)から購入したものであり、遺体発見時には彼の胸付近にあった。
医師による解剖の結果、死因は頭部への猟銃自殺で亡くなった日は4月5日と発表された。

### 葬儀と埋葬
4月10日にシアトルセンターにおいて葬儀が行われ、妻であるコートニー・ラヴは彼の遺書を朗読し、彼のファンに衣類の一部を配布するなどした。次の日、ファンとコートニーは自宅で嘆き悲しんだと言われている。
彼の遺体は火葬され、ラヴは遺灰の一部をテディベアのぬいぐるみなどに保管し、残りの遺灰はニューヨークのイサカにあるナムギャル寺院にて埋葬された。そこでは僧侶によって経が読まれ、彼の姿を模した粘土製の彫刻に遺灰を混ぜ安置されている。
1999年5月31日にはコートニーの母によって再度彼を悼むセレモニーが行われ、妻のコートニー・ラヴとトレーシー・マランダも参列している。
彼の娘であるフランシスは仏教の経を流しながらカートが愛した街であるマクレーンクリークにて遺灰を再度埋葬している。

## 関連作品
『ソークト・イン・ブリーチ 〜カート・コバーン 死の疑惑〜』（原題：Soaked in Bleach）
映画。全米公開は2015年6月11日、日本公開は2015年12月12日。
当初の邦題は『ソークト・イン・ブリーチ 〜カート・コバーン 死の真相〜』で、「カート・コバーンの死は、コートニー・ラヴによって殺された正真正銘の他殺である。」とのキャッチコピーにコートニー側が抗議し、上映中止申請された。そのため、配給元の要請で、異例の発表後の邦題変更となった。